# Jacques Sirmond

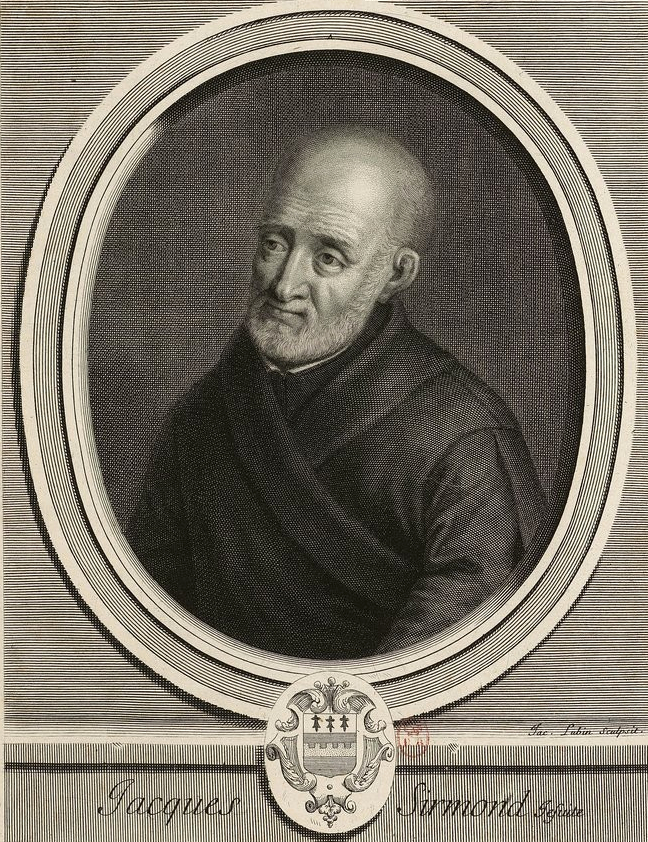
Jacques Sirmond

Jacques Sirmond (Riom, 12 oktober 1559 – Parijs, 7 oktober 1651) was een Franse jezuïet. Hij was een taalkundige en historicus, gespecialiseerd in de patristiek. 
Sirmond studeerde aan het jezuïetencollege van Billom en aan de jezuïetenuniversiteit van Pont-à-Mousson. Hij trad in 1576 toe tot de jezuïeten en werd later tot priester gewijd. Hij gaf een jaar les in Pont-à-Mousson, waarna hij retorica doceerde aan de universiteit van Parijs. Tot zijn studenten daar behoorden Franciscus van Sales en Petrus Fourier. In 1590 werd hij aangesteld als secretaris van Claudio Acquaviva, de generaal van de jezuïeten. Hiervoor bleef hij gedurende 18 jaar in Rome, waar hij ook Cardina Baronius hielp bij diens geschiedkundig werk. In 1608 was hij terug naar Parijs. In 1617 werd hij rector van het Collège de Clermont in Parijs. Tussen 1637 en 1643 was hij de biechtvader van koning Lodewijk XIII van Frankrijk.
Sirmond gold als een van de meest erudiete jezuïeten van zijn tijd. Hij gaf het werk van laatantieke en middeleeuwse christelijke schrijvers uit, zoals Geoffroi van Vendôme, Flodoard, Sidonius Apollinaris, Paschasius Radbertus, Avitus van Vienne, Hincmar van Reims en Theodulf van Orléans. Hij gaf biografieën uit van Karel de Goede en paus Leo IX. Daarnaast gaf hij werk uit van antieke auteurs als Eusebius van Caesarea, Theodoretus van Cyrrhus en Fulgentius van Ruspe. Hij maakte als een van de eersten een duidelijk onderscheid tussen Dionysius de Areopagiet en Pseudo-Dionysius. Daarnaast schreef Sirmond verschillende theologische werken over predestinatie en de sacramenten.